# 祝子杰
祝子杰（2001年4月15日—），中國内地男歌手、演員。嘉行傳媒簽約藝人。

## 經歷
2017年，參加《明日之子》，ID號為小熊喵。节目结束后不久，他成为嘉行传媒旗下艺人。
2018年，入學北京電影學院。
2019年，以演員身份出道，主演青春網路劇《極限17：羽你同行》，飾演弟弟陳子豪。

### 电视剧/网络剧
| 首播年份 | 剧名                   | 角色   | 備註     |
| 2019年   | 《極限17：羽你同行》   | 陸子豪 | 网络剧   |
| 2021年   | 《新人类！男友会漏电》 | 白冬辰 | 网络剧   |
| 2022年   | 《你好，神枪手》       | 唐立奇 |          |
| 2023年   | 《暗里著迷》           | 江少珩 | 网络微剧 |
| 2024年   | 《请和搞笑的我谈恋爱》 | 江起   | 网络剧   |
| 2024年   | 《1818编辑部》         | 姚发   | 网络微剧 |
| 2024年   | 《吾家才女初长成》     | 凤栖梧 | 网络剧   |
| 2024年   | 《我本千金》           | 李慕染 | 网络微剧 |
| 2024年   | 《我们不能在一起》     | 黎恕   | 网络微剧 |
| 待播     | 《超时空救援》         | 孙闻   | 网络剧   |
| 待播     | 《轻年》               | 王飞   |          |